# Heartfield (guitares)
Pour les articles homonymes, voir Heartfield.

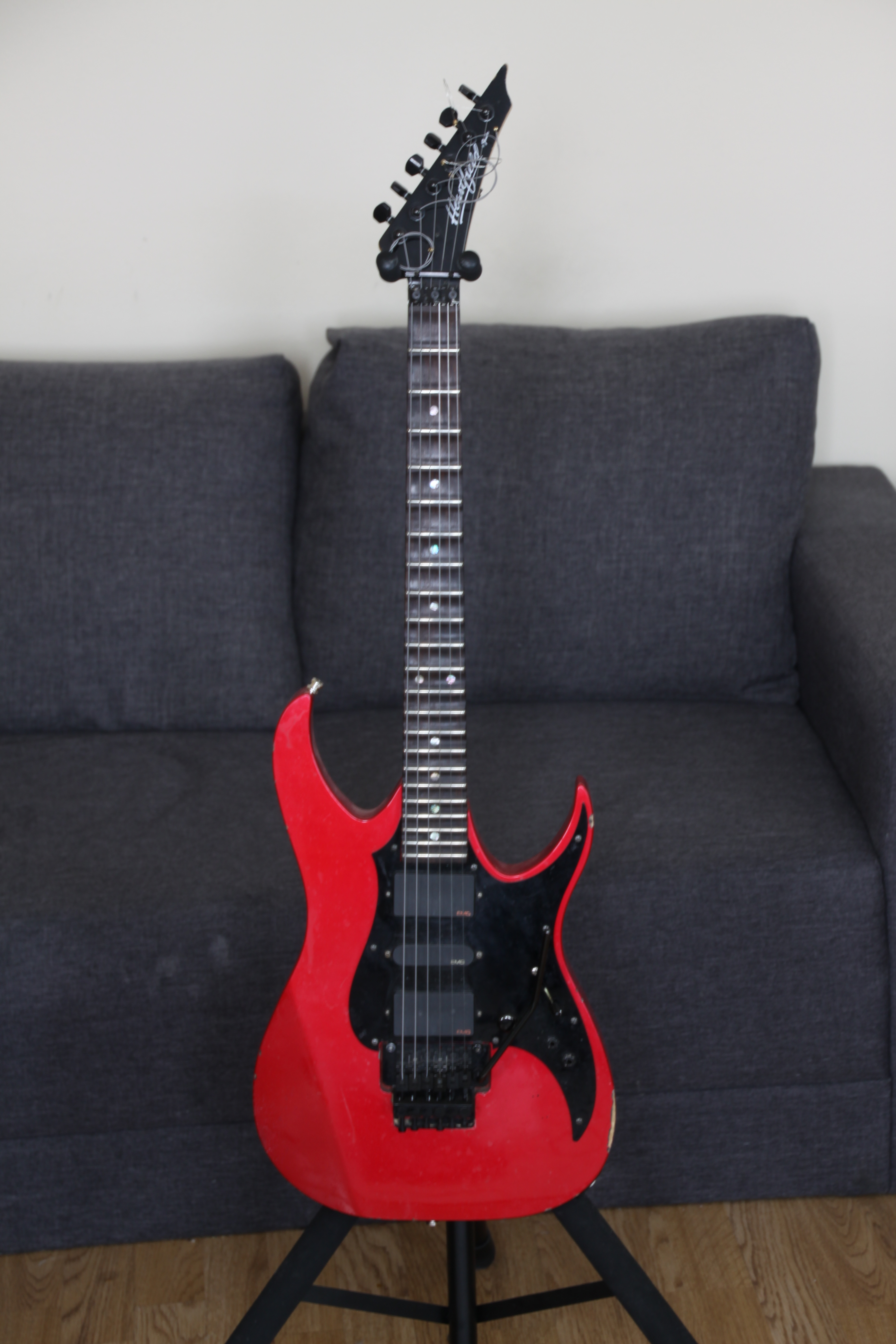
Heartfield SuperStrat

Heartfield est une compagnie nippo-américaine de production de guitares électriques en activité de 1989 à 1993.

## Objectifs
Heartfield est le résultat d'une coopération entre les branches américaine et japonaise de Fender ainsi que du département design de l'usine japonaise d'instrument de musique FujiGen. Le but est pour Fender de capturer un segment de marché dont il est relativement absent, celui des guitares de shred et de jazz fusion estimé à 25 %-30 % du marché en 1989, sans risquer de brouiller l'image traditionnelle de ses produits existants. Ainsi il est décidé de commercialiser ces guitares sous une nouvelle marque, Heartfield by Fender et d'impliquer FujiGen dans la conception des produits. FujiGen produit, en effet, à l'époque, le milieu-de-gamme de Ibanez, cible directe de Fender au travers de son projet Heartfield. Quatre gammes de guitares électriques, ainsi que deux gammes de basses, sont donc fabriquées au Japon par FujiGen et exportées, puis commercialisées par Fender, chacune déclinée en plusieurs sous-catégories et configurations, sous les dénominations commerciales RR, Elan, EX, et Talon pour les guitares, Prophecy et DR pour les basses. Il faut noter que Fujigen produit en 1988 dans ses ateliers une petite série de guitares de caractéristiques similaires aux Heartfield mais bien estampillées Fender, en l'occurrence les Fender HM Strat, avant que l'assemblage puis la production complète de ces dernières ne soit basculée aux États-Unis en 1989. Pour ajouter au manque de lisibilité de la gamme superstrat Fender, certains modèles Talon sont commercialisés sous la marque Fender et non Heartfield by Fender, notamment en 1993.

## La gamme de guitares et basses
La série RR adopte un style rétro couplé avec des performances de guitare moderne (manche fin, micro à haut niveau de sortie) alors que la série Talon, fer de lance de Heartfield, se doit d’être une Superstrat à destination des guitaristes de hard-rock et de heavy metal. Elle reprend tous les codes du genre tel qu’un vibrato à blocage Floyd-Rose, une combinaison de micros simples et doubles ainsi que des frettes jumbo insérées sur une touche au radius relativement plats.

## Fin d'activité
Malgré une réputation de qualité, la gamme Talon n'atteint jamais les chiffres de vente espérés du fait de son prix trop élevé. Le modèle haut de gamme est proposé à $1169.99 aux États-Unis,, soit beaucoup plus cher que les guitares Ibanez similaires produites dans les mêmes ateliers de FujiGen. La baisse du Yen face au dollar Américain, au début 1990, explique en partie les résultats décevants. Le coup de grâce est donné à la même période avec l'émergence de nouveaux genres musicaux comme le grunge et le rock alternatif, moins consommateurs de guitares dites modernes. Ce phénomène convient très bien à la marque Fender qui revient sur le devant de la scène. En 1993, la marque Heartfield met fin à ses opérations.

## Musiciens célèbres sponsorisés par Heartfield
Parmi les musiciens célèbres ayant signé un contrat avec Heartfield :
- Vinnie Moore (UFO)
- Russ Parrish (Fight, Steel Panther)
- Jeff Pilson (Foreigner, Dokken)